# 国务院确定的2020年至2022年推进150项重大水利工程建设
国务院确定的2020年至2022年推进150项重大水利工程建设是指2020年7月8日国务院第100次常务会议听取了国家发改委关于今年及后续150项重大水利工程建设安排的汇报后做出的决定。具体包括防洪减灾工程56项、水资源优化配置工程26项、灌溉节水和供水工程55项、水生态保护修复工程8项、智慧水利工程5项。这些水利工程实施后，新增防洪库容约90亿立方米，治理河道长度约2950公里，新增灌溉面积约2800万亩，增加年供水能力约420亿立方米。工程总投资约1.29万亿元，能够带动直接和间接投资约6.6万亿元，年均新增就业岗位约80万个。其中超过500亿的项目有5个，300亿到500亿的项目有4个，100亿到300亿的项目有18个
2014年国务院确定的172项节水供水重大水利工程 ，至2020年夏已经累计开工146项，其中32项工程已相继建成。剩余的30个项目有17项也纳入到了150项重大水利工程中，其他13个项目由于前期论证或者建设条件不是很成熟，暂缓实施。
2020年9月24日，水利部召开水旱灾害防御及灾后重建新闻发布会，宣布150项重大水利工程已批复立项37项，开工23项。

## 项目名单
1. 天津市海河防潮闸除险加固工程
2. 河北省雄安新区防洪骨干工程
3. 黄河水利委员会黄河古贤水利枢纽工程
4. 辽宁省辽河干流防洪提升工程
5. 吉林省查干湖生态保护工程
6. 吉林省大安灌区应急退水治理工程
7. 黑龙江省鹤岗市关门嘴子水库
8. 上海市吴淞江工程
9. 江苏省淮河入海水道二期工程
10. 浙江省开化水库工程
11. 安徽省淮河干流王家坝至临淮岗段行洪区调整及河道整治工程
12. 安徽省洪汝河治理工程（安徽段）
13. 安徽省引江济淮二期工程引江济淮蜀山复线船闸项目
14. 安徽省驷马山滁河四级站干渠江巷水库近期引水工程
15. 安徽省淮河流域重要行蓄洪区建设工程
16. 华阳河蓄滞洪区建设（安徽部分）
17. 江西省鄱阳湖水利枢纽工程
18. 长江干流江西段崩岸应急治理工程
19. 江西省大坳灌区
20. 江西省鄱阳湖康山蓄滞洪区安全建设工程
21. 江西省鄱阳湖珠湖黄湖方洲斜塘蓄滞洪区安全建设工程
22. 山东省沂河、沭河上游堤防加固工程
23. 山东省淮河流域重点平原洼地沿运片邳苍郯新片区治理工程
24. 山东省恩县洼滞洪区工程与安全建设工程
25. 山东省小清河防洪综合治理
26. 黄河下游“十四五”防洪工程（山东部分）
27. 黄河下游防洪工程安全监控系统（山东部分）
28. 洪汝河治理工程（河南省部分）
29. 河南省西霞院水利枢纽输水及灌区工程
30. 河南省南水北调中线观音寺调蓄工程
31. 河南省袁湾水库
32. 河南省淮河流域重点平原洼地治理
33. 湖北省华阳河蓄滞洪区西堤加固工程
34. 湖北省杜家台分蓄洪区蓄滞洪和安全建设工程
35. 湖北省引江补汉工程
36. 湖北省鄂北水资源配置工程二期，
37. 湖北省姚家平水库
38. 湖北省洪湖东分块安转工程
39. 湖北省华阳河蓄滞洪区建设工程
40. 湖北省蕲水灌区扩建
41. 湖北省大型灌区现代化改造
42. 湖南省犬木搪水库
43. 湖南省洞庭湖区重点垸堤防加固一期工程
44. 广东省西江干流治理工程
45. 广东省环北部湾(粤西部分)水资源配置工程
46. 广西洋溪水利枢纽
47. 广西长塘水库工程
48. 广西大藤峡水利枢纽灌区
49. 广西龙云灌区
50. 广西下六甲灌区
51. 广西环北部湾（广西部分）水资源配置工程
52. 海南省天角谭水利枢纽工程
53. 海南省迈湾水利枢纽工程
54. 海南省海南省琼西北供水工程
55. 海南省南繁基地（乐东、三亚片）水利设施项目
56. 海南省牛路岭水库水资源配置工程
57. 海南省海口市南渡江龙塘坝改造工程
58. 海南省昌化江水资源配置工程计划
59. 海南省三沙市水资源配置工程
60. 重庆市渝西水资源配置工程
61. 重庆市藻渡水库
62. 重庆市跳蹬水库
63. 重庆市向阳水库
64. 重庆市福寿岩水库
65. 重庆市大滩口水库扩建
66. 四川省亭子口灌区一期工程
67. 四川省固军水库
68. 四川省青峪口水库
69. 贵州省都匀市清水江剑江河段水生态修复与治理工程
70. 贵州省六盘水市英武水库工程
71. 贵州省遵义市观音水库
72. 贵州省铜仁市花滩子水库工程
73. 贵州省黔东南州忠诚水库
74. 云南省丽江市南瓜坪水库
75. 云南省文山州清水河水库
76. 云南省红河州弥泸灌区
77. 云南省红河州石屏灌区
78. 云南省临沧市耿马灌区
79. 云南省保山市保山坝灌区
80. 云南省楚雄州小石门水库
81. 云南省大理州桃源水库-洱海补水工程
82. 西藏湘河水利枢纽及配套灌区工程
83. 陕西省引汉济渭二期工程
84. 陕西省黄河古贤水利枢纽工程（陕西部分）
85. 陕西省蒋家窑则水库
86. 陕西省黄河粗泥沙集中来源区拦沙一期工程
87. 甘肃省白龙江引水工程
88. 甘肃省白龙江引哈济党工程
89. 宁夏黑山峡水利枢纽
90. 宁夏清水河流域城乡供水
91. 宁夏银川都市圈城乡东线供水工程
92. 宁夏固海扩灌扬水更新改造工程
93. 新疆库尔干水利枢纽